# Dumitru-Dian Popescu
Dumitru-Dian Popescu (n. 2 ianuarie 1968) este un politician român, membru PNL, senator în Parlamentul României în mandatul 2012-2016 din partea USL Gorj.
A fost ales în această funcție la data de 19 decembrie 2012 în colegiul 1, circumscripția 20. Dian Popescu este președinte al Partidul Național Liberal Gorj, ﬁind ales în această funcție pe 4 septembrie 2010.

## Origine și educație
Dian Popescu s-a născut în Târgu-Cărbunești. Părinții săi, tatăl profesor și mama asistentă medicală, l-au crescut în spiritul respectului față de ceilalți, îndrumându-l către științele exacte, domeniu în care avea manifesta aptitudini încă din școala generală. Tot ei l-au sprijinit pentru a putea urma cursurile unor școli cu prestigiu din Craiova și București.

## Carieră politică
Primii pași în lumea politicii i-a făcut în anul 2004. A ajutat la bunul mers al organizației din Târgu-Jiu, după aderarea la Partidul Național Liberal, Filiala Gorj. Este ales președinte al PNL Târgu-Jiu în data de 16 februarie 2010 iar la 4 septembrie 2010 președinte al PNL Gorj. În 2012 este candidatul propus de USL Gorj pentru funcția de Senator pe Colegiul 1 Gorj, ﬁind acum reprezentatul oamenilor în Senatul României.

## Controverse
În iulie 2013, Dian Popescu, pe atunci președinte al PNL Gorj, a fost reținut preventiv pentru acuzațiile de complicitate la abuz în serviciu contra intereselor publice, dare de mită și uz de fals.
Tribunalul Gorj a decis ulterior cercetarea politicianului în stare de libertate.
Acuzațiile au fost legate de modul în care firma lui Dian Popescu, societatea Maserati s-a ocupat de construcția stadioanele din Peștișani și Scoarța. Conform unui raport al Curții de Consturi, firma respectivă ar fi încasat pentru lucrări neexecutate circa 150.000 de lei.

## Condamnare penală
Senatorul PNL Dian Popescu a fost condamnat la cinci luni de închisoare cu suspendare, pentru complicitate la abuz în serviciu. Firma sa a încasat ilegal 154.000 de lei de la Primăria Peștișani, județul Gorj, pentru lucrări care nu au fost executate. 